# Neue Synagoge (Szeged)

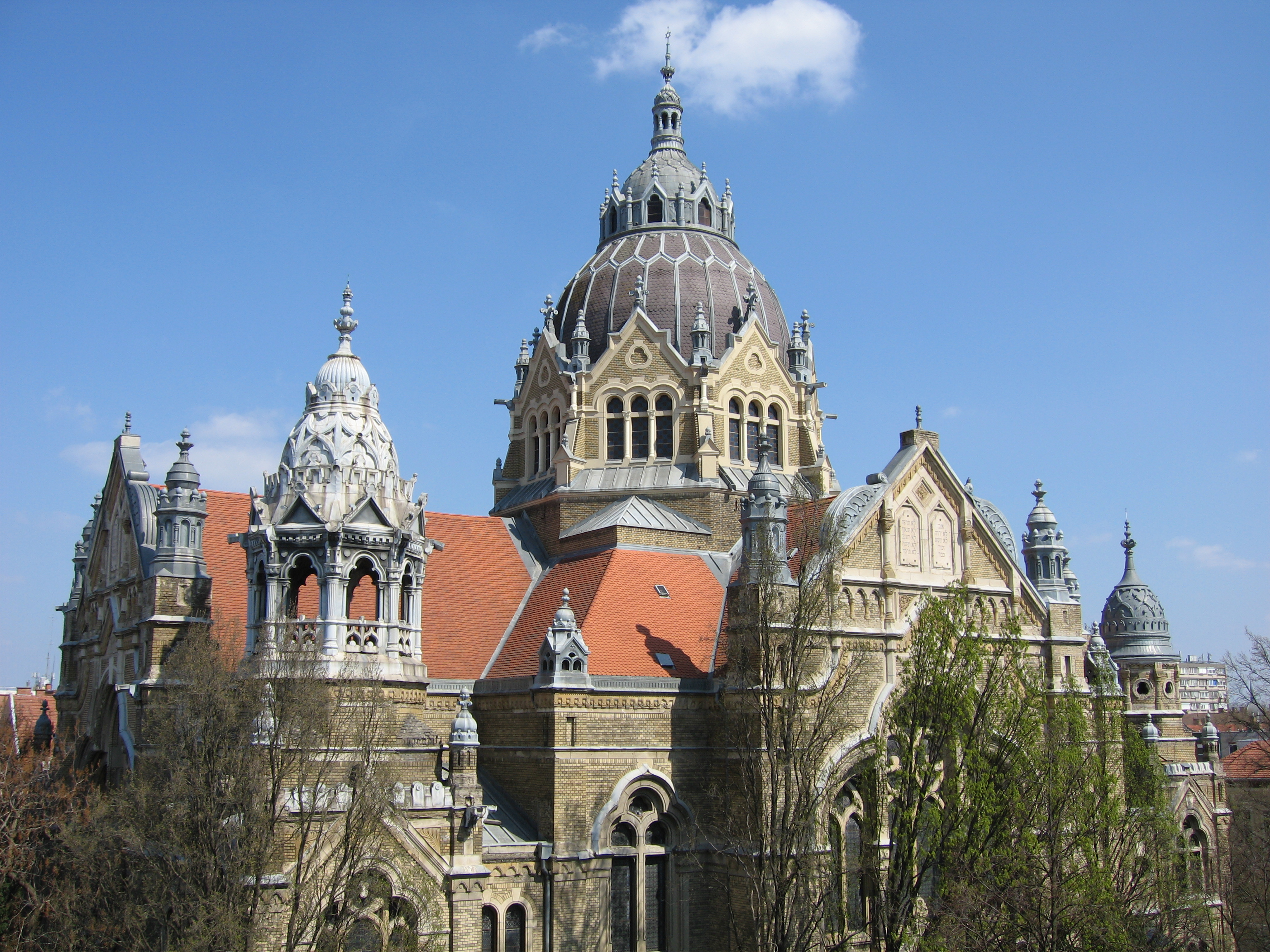
Außenansicht

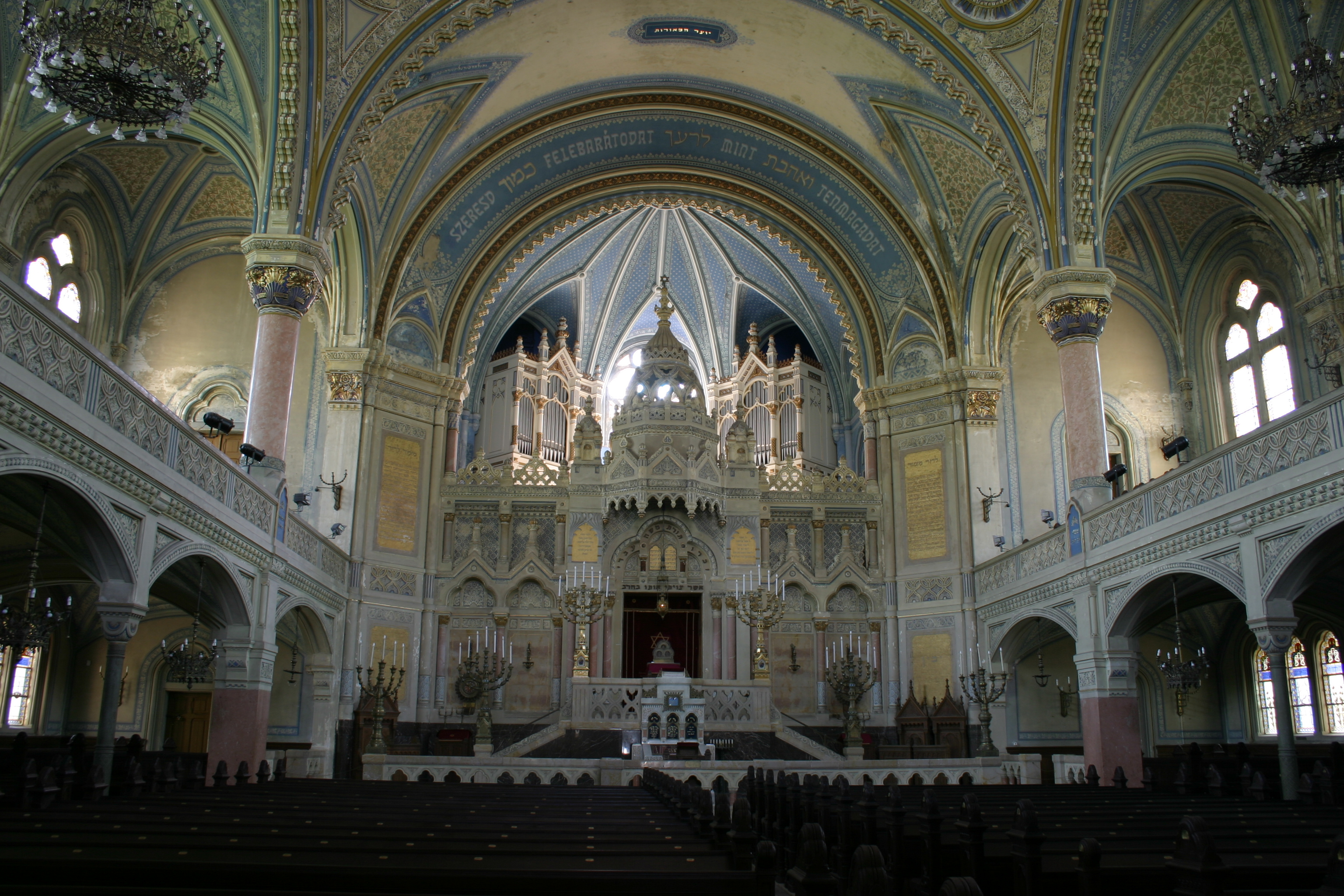
Innenansicht

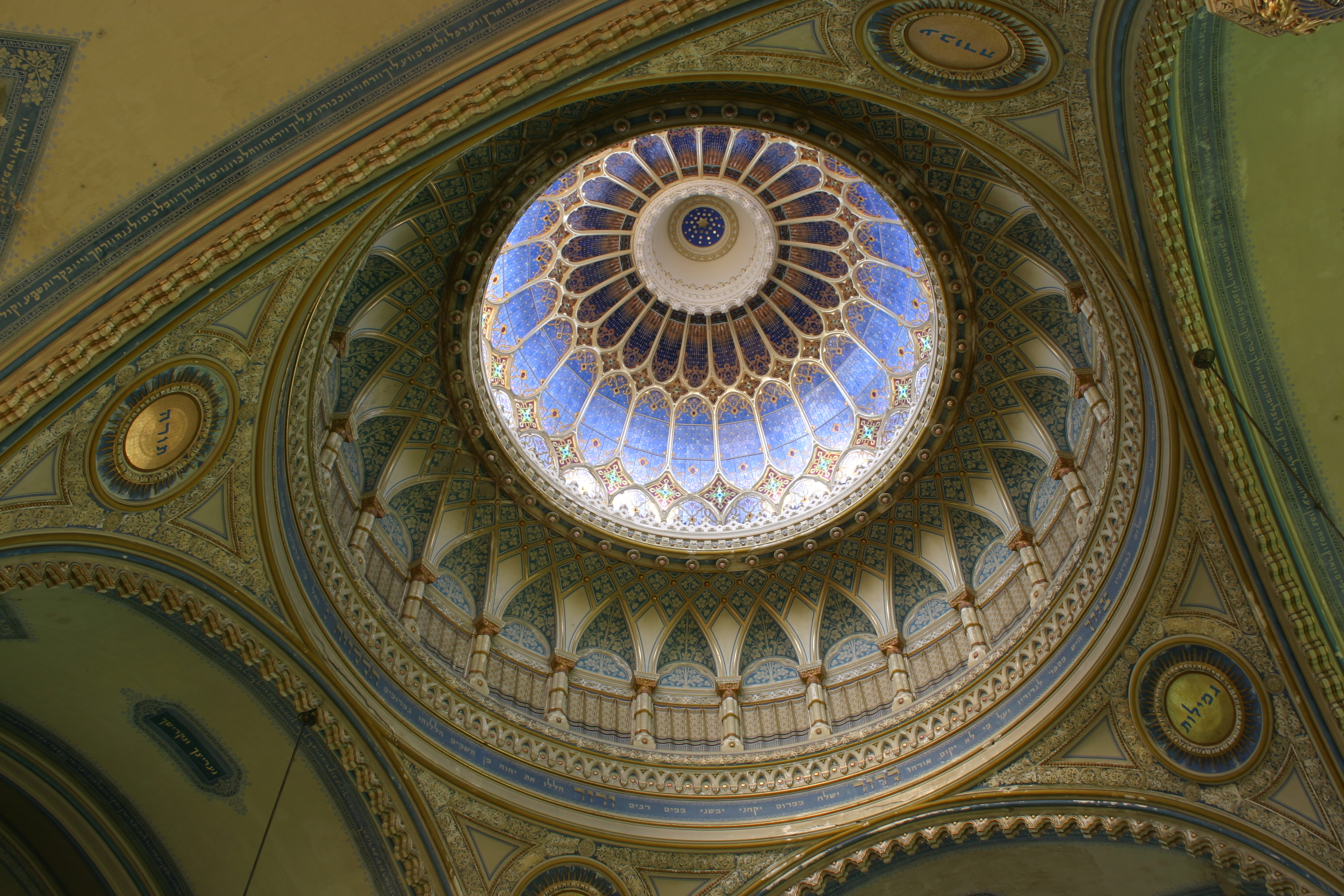
Kuppel

Die Neue Synagoge in der ungarischen Stadt Szeged ist nach der Großen Synagoge in Budapest die zweitgrößte Synagoge Ungarns und die viertgrößte aktive Synagoge der Welt.
Der Entwurf der Neuen Synagoge geht auf den jüdischen Architekten Lipót Baumhorn zurück. Das Bauwerk wurde von 1900 bis 1903 errichtet und zählt zu den herausragenden Beispielen der Belle Époque. Die Gestaltung vereint Elemente von Jugendstil und Historismus. Der Jugendstilinnenraum ist ohne Kuppel 48,5 Meter hoch und zeigt deutliche Einflüsse orientalisierender Architektur. 1340 Gläubige finden hier Platz. 
Die Kuppel wird von 24 Säulen getragen, die alle Stunden des Tages symbolisieren. Die Innengestaltung der Kuppel stellt die Welt dar, diese Bemalung und die Glasmalereien stammen von Miksa Róth.  Die Blumen auf blauem Grund symbolisieren den Glauben. In der Kuppelmitte befindet sich der strahlenumkränzte Davidstern. Die Gestaltung des Thorabaldachins ist eine Anspielung auf das Allerheiligste im Salomonischen Tempel und wurde aus Akazienholz von den Ufern des Nils gefertigt. Über dem Baldachin befindet sich ein ewiges Licht (Ner Tamid), das mit Sonnenenergie betrieben wird. 
Der Toraschrein (Aron ha-Qodesch) an der östlichen Seite des Hauptraumes ist aus Jerusalemer Marmor gestaltet, hier wurden auch die Beschreibungen und Baupläne des Gebäudes aufbewahrt, die aber während des Holocausts verloren gingen. Die sechs vor dem Schrein aufgestellten Kandelaber sind mit Halbedelsteinen verziert und die beiden mittleren vergoldet. 
Der Toraschrein schließt eine dahinter befindliche Apsis im unteren Bereich zum Hauptraum  hin ab. Die Apsis ist als gotisches Rippengewölbe ausgeführt, unter dessen Halbkuppel sich oberhalb des Aron ha-Qodesch der Chorraum und die Orgel befinden. Die Säulen der Galerie sind noch aus römischer Zeit. 
Die Orgel besitzt 2317 Pfeifen und 42 Register mit zwei Manualen. Sie wurde von Carl Leopold Wegenstein aus Timișoara gebaut, die Rekonstruktion (2000 - 01) übernahm eine Orgelbaufirma aus Pécs.
Für die Innenausgestaltung zeichnete hauptsächlich Rabbiner Immanuel Löw verantwortlich, der die Motive des Altars, der Ornamente und der Fenster mit auswählte.
Die Bleiglasfenster zeigen die wichtigsten jüdischen Feste, unter anderem das Samstagsgebet.